# ティム・ポーレンティー
ティモシー・ジェームズ・"ティム"・ポーレンティー（英語：Timothy James "Tim" Pawlenty、1960年11月27日 - ）は、アメリカ合衆国の政治家、弁護士。第39代ミネソタ州知事を務めた。所属する宗教は福音派のバプティスト教会。現在はイーガン市在住。

## 経歴
1960年11月27日にミネソタ州セントポールにて、カトリックの家庭で5人いる子供の1人として誕生し、ミネソタ州サウスセントポールで育った。父親は牛乳の輸送トラックの運転手だった。16歳の時に母親が癌で死亡している。高校時代はアイスホッケーのプレイヤーとして地元高校のホッケーのジュニア代表として活躍もしていた。1983年にミネソタ大学で政治学の文学士の学位を獲得し、1986年には同大学のロー・スクールで法学の学位も獲得した。1987年に同大学の法学部で学んでいた時に、同じ法学部を学んでいた同級生のメアリー・アンダーソンと出会い結婚した。ポーレンティーの家庭はカトリックだったが、福音派バプティスト教会に属するメアリーとの結婚後、福音派バプティスト教会に改宗した。そして結婚および大学卒業後はイーガン市に移り住み、夫婦でミネアポリスのライダー・ベネット法律事務所で労働法の弁護士として働く。その後は非公開のソフトウェアのコンサルティング会社であるウィズモの副社長として働いた。

### 政治家へ
1989年には28歳の時にイーガン市の市議会議員に当選する。そして、1992年に共和党からミネソタ州下院議員に出馬し初当選。その後5回再選している。また1999年に下院院内総務に選出され、中央政界でも実績を積んでいく。

### ミネソタ州知事へ
2002年にミネソタ州のジェシー・ベンチュラ州知事の後任として選出される。保守的な立場から中絶反対の活動をした後、ミネソタ州は45億ドルの財政赤字に陥っていたため、財政再建の経済政策を行う。議会の経済計画では増税無しで財政赤字を州の財政赤字を削減する法案を採用し、2003年1月6日にミネソタ州知事に正式に就任した。2004年にポーレンティーはミネソタ州を「アメリカの再生可能燃料の中心地」とする計画も発表。2005年に同州の財政赤字を削減するため、増税の公約を破ること無く予算のバランスの取れた政策を行った。2006年に僅かの差でミネソタ州知事選挙で勝利を果たして再選した。再選の終わりの年に45億ドルの赤字を22億ドルの黒字に削減する事に成功したと発表した。その後福祉の改革に向けて法律に署名した。
2007年と2008年は全米知事協会の会長を務める。また大統領選挙に向けて活動を行うジョン・マケイン上院議員を支持するため、マケインの選挙キャンペーンの共同議長となった。大統領選挙での共和党候補にマケインが選ばれると、48歳という若さと州知事としての実績・イラク戦争でのアメリカ軍増派による成功を評価している事などの理由から、有力な副大統領候補の1人として注目を集めていた。結果的に副大統領候補にはサラ・ペイリンが選ばれた。
2010年9月17日にミネソタ州産業の日本でのマーケット拡大を狙って、ミネソタ州の経済ミッション団と共に初来日している。ミネソタ州企業の3M住友スリーエムが期間限定でオープンしている「3Mストア」の表参道店を視察した。
なお2009年にポーレンティーは2010年のミネソタ州知事選挙で3選を目指さないとして、出馬を拒否した。3選拒否の理由は「州行政を引っ張る新たな人材が必要」との事だったが、元々ミネソタ州は民主党の地盤（2006年の州知事選挙でも僅差の勝利だった。）であり、自身の支持率も低下しており、次の民主党候補に苦戦を強いられる可能性があるためと憶測もある。だが一方で2012年アメリカ合衆国大統領選挙に出馬するためだとも言われている。しかし、共和党の大統領候補の中では他の候補者と比べて支持率が低く、本人は「2012年になってから大統領選挙に出馬するかどうか決める」と語っていた。

### 州知事退任と大統領候補予備選挙
ミネソタ州知事を退任した後、2011年1月11日に『カレージ・トゥ・スタンド』という自伝を出版。3月21日には他の候補よりいち早く次期大統領選挙の2012年アメリカ合衆国大統領共和党予備選挙出馬に向けた検討委員会の設立意向を表明した。そして、5月22日に正式に共和党の大統領候補者指名争いへの出馬表明をしたものの、8月13日にアイオワ州で行われた模擬選挙でミシェル・バックマンらに敗れ3位にとどまったことを受け、翌14日に大統領選挙からの撤退を表明した。撤退後はミット・ロムニー候補の支持を表明した。